# Норден (Нижня Саксонія)
Норден (нім. Norden) — місто в Німеччині, розташоване в землі Нижня Саксонія. Входить до складу району Аурих.
Площа — 106,33 км2. Населення становить 24 855 ос. (станом на 31 грудня 2021).